# Walka z wiatrakami

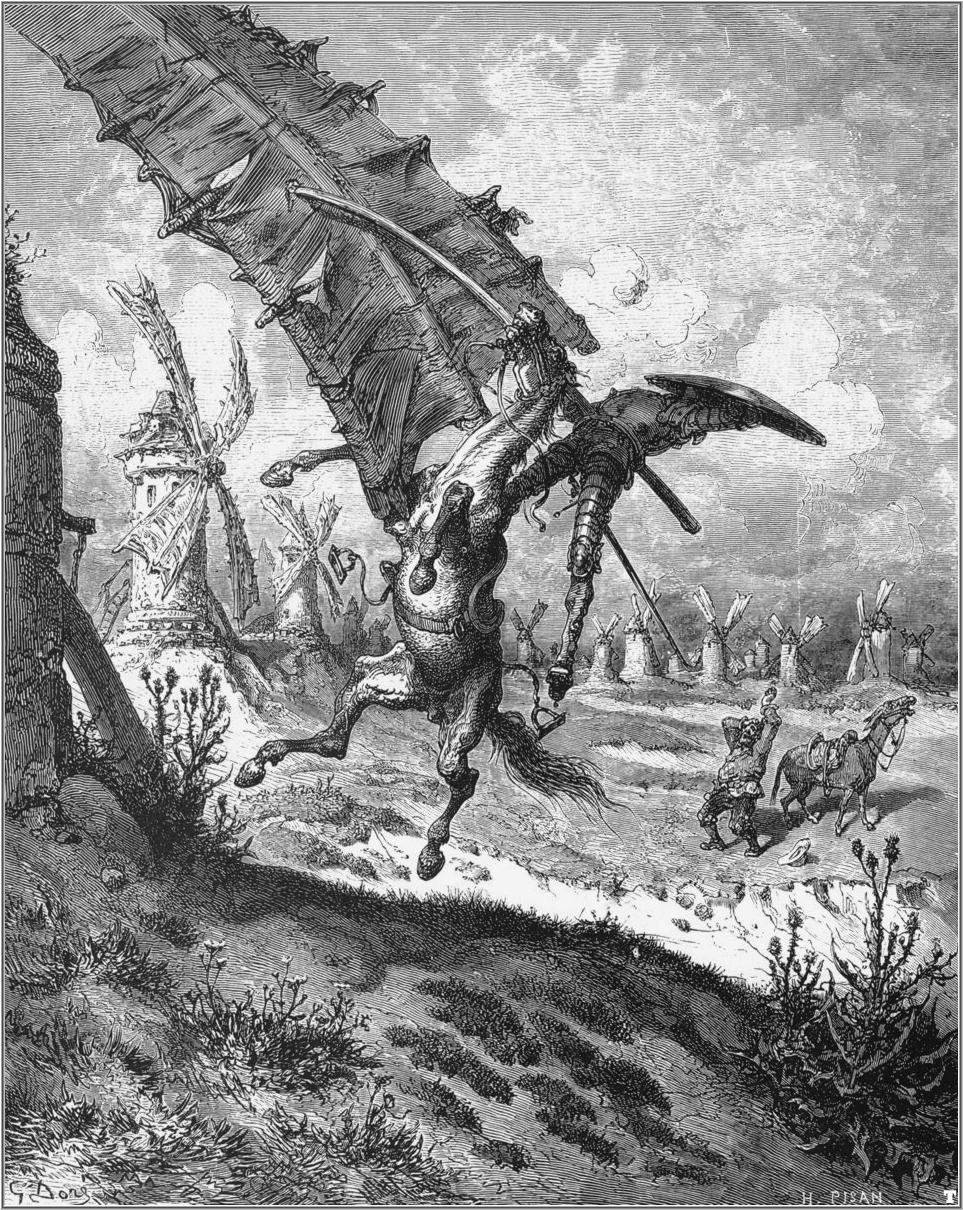
Don Kichot walczy z wiatrakami na ilustracji Gustave'a Dorégo.

Walka z wiatrakami – związek frazeologiczny oznaczający walkę z czymś nierealnym, urojonym, bądź też walkę beznadziejną, niemającą szans na powodzenie.
Określenie to pochodzi od fikcyjnej walki z powieści Miguela Cervantesa Don Kichot. Tytułowy bohater widząc kilkadziesiąt wiatraków bierze je za olbrzymy i decyduje się stoczyć z nimi walkę. Pomimo ostrzeżeń swojego giermka, Sancha Pansy, rzuca się na jeden z wiatraków, wbijając kopię w skrzydło. Pod wpływem uderzenia szybko obracającego się skrzydła, kopia zostaje zniszczona, a koń Rosynant i sam Don Kichot – ranni. Walka z urojonymi olbrzymami nie przynosi żadnych efektów.